# Vazal
Vazal ili lenski gospodar bio je srednjovjekovni plemić i feudalac koji se nalazio u dvostrano obvezujućem odnosu sa svojim nadređenim lenskim gospodarem i feudalcem. Taj dvostrano obvezujući odnos nazivao se vazalsko-seniorski odnos. Riječ vazal potječe od keltske riječi gwas koja je označavala mladog muškog roba i od njene latinske izvedenice vassus.

## Pojam i sadržaj
Vazalsko-seniorski odnos bio je doživotni odnos vjernosti dvoje slobodnih ljudi, nadređenog i podređenog, u kojem je svaka strana preuzimala određene obveze. 
Senior ili nadređeni lenski gospodar obvezivao se svom vazalu pružati zaštitu što je podrazumijevalo fizičku zaštitu od napada sa strane, zaštitu na sudu, davanje zemljišnog posjeda (feuda), a često i hrane, odjeće ili stana. 
Vazal je bio u obvezi biti podređen i poslušan gospodaru, te za njega vršiti razne službe kao što je na primjer vojna služba u slučaju da je gospodar u ratu. Vazal je također mogao biti u vazalsko-seniorskom odnosu prema nižem feudalcu, ovaj puta u svojstvu gospodara. Sve te obveze bile su utvrđene vazalskim ugovorom a odnos je nastajao vazalskom prisegom koja je uključivala i religiozne sadržaje.
Vrhovni gospodar i senior na određenom području bio je monarh koji je bio vrhovni feudalac i koji je svojim vazalima dodjeljivao najveće zemljišne posjede u zamjenu za vjernost kruni. Najmanje zemljišne posjede imali su najniži vazali u hijerarhiji, sitni plemići koji su ponekad na sitnom zemljoposjedu imali samo nekoliko kmetova, a bilo je i mnogo vazala, takozvanih vitezova – ratnika bezemljaša, koji su bili na dnu plemićke i vazalske hijerahije.

## Korijeni i razvoj vazalstva
Razvoj vazalskog odnosa počinje u ranom Srednjem vijeku a korijeni mu se nalaze u germanskim plemenskim društvima koja je opisao Tacit u svom djelu Germania. Osnovna jedinica tog društva je bilo pleme na čijem čelu je bio poglavica, a ratnici tog plemena imali su zadaću biti lojalni svom poglavici. 
Sustavno se počinje razvijati u 7. stoljeću kada se slobodni ljudi (budući vazali) počinju grupirati oko plemenskog vođe (koji su bili začetak novih srednjovjekovnih monarha) očekujući distribuciju plijena koji je nastao pljačkom i ratovanjem, a sve kako bi se mogli hraniti, odijevati i naoružavati za nove pljačkaške akcije. Svi ti vazali bili su poglavičini zakleti tjelohranitelji čiji je status ovisio o statusu poglavice. 
Karlo Veliki je vazalstvo i lojalnost počeo nagrađivati zemljoposjedima, a samo vazalstvo se različito razvijalo u pojedinim dijelovima sredjovjekovne Europe. 
Razvojem novčarstva, trgovine i gradova, te zamiranjem srednjovjekovnog načina života i gospodarstva, ukidanjem kmetstva i feudalizma te ovisnosti društva o zemljoradnji, vazalstvo postepeno počinje nestajati. Kao anakronizam vazalstvo se u ponekim dijelovima Europe zadržalo i do 18. stoljeća. 